# O Ornitólogo
O Ornitólogo (em francês:  L'Ornithologue) é um filme luso-franco-brasileiro do género drama de 2016, realizado por João Pedro Rodrigues e escrito por Rodrigues com João Rui Guerra da Mata. A longa-metragem acompanha Fernando (interpretado por Paul Hamy), um ornitólogo que procura cegonhas pretas em Portugal quando se envolve numa série de incidentes paralelos à vida de Santo António de Pádua. O realizador descreveu o seu filme como uma "reapropriação propositadamente transgressora e blasfema da vida do santo".
A obra estreou internacionalmente no Festival Internacional de Cinema de Locarno, a 8 de agosto de 2016, onde Rodrigues foi premiado com o Prémio Leopardo para melhor realização. O Ornitólogo estreou-se comercialmente em Portugal a 20 de outubro de 2016, em França a 30 de novembro do mesmo ano, e no Brasil a 30 de março de 2017.

## Enredo
Fernando, um ornitólogo português de 35 anos, está num parque natural acampando sozinho na beira de um rio. Numa expedição por tempo indeterminado, o homem tem todo o equipamento necessário, incluindo uma caixa de medicamentos essenciais à sua sobrevivência. Procura cegonhas pretas selvagens no norte de Portugal, perto da fronteira espanhola. Entra no seu caiaque amarelo para observar todo o tipo de lindos pássaros. Regista as suas observações num gravador. Está tão atento ao olhar através dos seus binóculos que não se apercebe da proximidade de rápidos. Quando o seu caiaque é arrastado pelas correntes e se vira, Fernando quase se afoga.
Duas peregrinas chinesas, Fei e Lin, aparentemente amigáveis, que se desviaram do caminho de Santiago de Compostela, encontram o corpo de Fernando. Uma das mulheres insiste ser seu dever tentar ajudá-lo. Elas ressuscitam Fernando. Ele fala português e elas chinês, mas o inglês permite que comuniquem. Fernando explica-lhes que as peregrinas estão distante da rota para Santiago. As mulheres revelam ter medo dos espíritos da floresta e ornitólogo demonstra não ser crente. Fazem-no beber um chá soporífero. Quando Fernando acorda, encontra-se seminu e amarrado a uma árvore. Querendo puni-lo pela sua falta de fé, as peregrinas prepararam-se para castrar Fernando. De certa forma, o ornitólogo também se sente sexualmente estimulado por estar amarrado.
Durante a noite, Fernando consegue libertar-se. Sobe ao alto de um penhasco procurando segurança. O seu telefone não funciona. Mantém-se em fuga, entrando na floresta misteriosa e escura, em vez de encontrar um caminho de volta. A sua jornada torna-se cada vez mais estranha. A floresta revela-se progressivamente mais densa e as rochas mais altas. Na noite de lua cheia, encontra caretos bêbedos, que falam mirandês enquanto dançam ao redor de uma fogueira, num ritual de matança de um javali. No dia seguinte, conhece um pastor de cabras surdo e mudo chamado Jesus. Os dois não confiam um no outro, mas quando Jesus vai nadar nu para a margem do rio, Fernando sente-se seduzido e junta-se a ele. Jesus compartilha a sua comida. Enquanto tomam banho de sol, Fernando mostra a Jesus como funcionam os seus binóculos. Eles fazem amor. Jesus usa um apito e o seu cão para juntar as suas cabras. Fernando irrita-se ao ver que Jesus tem a sua camisola. Jesus arma-se com uma faca e os dois iniciam uma luta. Fernando esfaqueia Jesus, matando-o.
Fernando continua a sua jornada procurando alimentar-se a partir de uma macieira e de ovos de pássaro. Encontra uma antiga abadia abandonada com estátuas de santos e anjos. Fernando fala com alguns peixes Koi num lago e pergunta-lhes quem os alimenta. O ornitólogo ouve o som de uma buzina após os qual surgem três mulheres em topless, montadas a cavalo, que caçam com os seus cães. Existem alces e veados na floresta. Uma das caçadoras dispara contra um alce que desaparece e Fernando reage como se tivesse sido ele atingido pela bala. Elas oferecem-lhe comida e ajuda. As amazonas dirigem-se ao ornitólogo em latim, chamando-o de Antonius. Depois de garantir que está bem, elas partem.
Todas estas experiências surreais transformam Fernando numa nova pessoa. Começa a ser acompanhado por um pombo branco que não cessa de o seguir depois de o ornitólogo ter cuidado da sua asa partida. No final, o homem encontra o seu caminho fora da floresta e caminha na beira da estrada, em direção a uma placa da cidade de Pádua. Jesus e Fernando entram na cidade e, do outro lado da rua, as duas peregrinas chinesas acenam e gritam saudações amigáveis.

## Elenco
- Paul Hamy, como Fernando / António;[13]
  - João Pedro Rodrigues (Voz de Fernando / António).
- Xelo Cagiao Teijo, como Jesus / Tomé (irmão gémeo de Jesus).
- Han Wen, como Fei.
- Chan Suan, como Lin.
- Juliane Elting, como Caçadora loura.
- Flora Bulcão, como Caçadora 1.
- Isabelle Puntel, como Caçadora 2.
- Caretos:
  - Alexandre Alverca;
  - André Freitas;
  - Ricardo Jorge;
  - Miguel Ângelo Marujo;
  - Gil Mendes da Silva;
  - Nuno Santos;
  - David Silva Pereira.

## Equipa técnica
- Realização: João Pedro Rodrigues[14]
- Argumento: João Pedro Rodrigues e João Rui Guerra da Mata[15]
- Produção: João Figueiras com Diogo Varela Silva, Vincent Wang, Antoine Barraud, Gustavo Ángel, Alex García e Maria Fernanda Scardino
- Música original: Séverine Ballon
- Direção de fotografia: Rui Poças
- Som: Nuno Carvalho
- Direção de arte: João Rui Guerra da Mata
- Assistente de realização: Paulo Guilherme
- Montagem: Raphaël Lefèvre

## Produção
O Ornitólogo resulta de uma produção internacional entre os estúdios Blackmaria (Portugal), House on Fire (França) e Ítaca Filmes (Brasil). O Instituto do Cinema e Audiovisual atribuiu ao filme um apoio financeiro de setecentos mil euros (700 000 €), e apoios adicionais da RTP, Centre National du Cinéma et de l’Image Animée, do Ministère des Affaires Étrangères et du Développement International, Institut Français e Agência Nacional do Cinema.

### Desenvolvimento
O desenvolvimento da narrativa do filme foi motivado por um interesse João Pedro Rodrigues em pesquisar acerca de características e eventos da vida de Santo António que viriam a encontrar paralelismo com o protagonista do argumento. Entre esses eventos, o acolhimento do Santo por franciscanos após um naufrágio no sul de Itália serviu de ponto de partida para o enredo. Excertos do sermão datado de 1222, de Santo António de Pádua na sua ordenação sacerdotal em Forlì, foram incluídos no argumento do filme que Rodrigues escreveu em parceria com João Rui Guerra da Mata. Assumindo que "queria descobrir de que forma Santo António vivia dentro de mim", Rodrigues pontuou a narrativa com aspetos biográficos, como o facto de ter estudado ornitologia sozinho.

### Casting
Um dos coprodutores franceses sugeriu Paul Hamy para interpretar o protagonista homónimo, como o ornitólogo Fernando, também chamado de Antonius. Segundo Rodrigues, para o papel era necessário "encontrar alguém que atuasse mais com o corpo do que com palavras, também porque não há muitos diálogos no filme." Ao conhecer Hamy, chamou-lhe a atenção as potencialidades da fisicalidade no estilo de interpretação do ator, o que determinou a sua contratação. No filme, o próprio realizador empresta a sua voz ao ornitólogo Fernando e encarna o próprio Santo António.

### Rodagem
As gravações iniciaram-se em agosto de 2015 e foram finalizadas em novembro do mesmo ano. João Pedro Rodrigues e o cinematógrafo Rui Poças rodaram o filme nas paisagens rochosas e de floresta do rio Douro, no norte de Portugal, mas também na cidade italiana de Pádua, onde fica o local de peregrinação Basílica de Sant'Antonio com o túmulo do Santo. Para o filme, decidiu-se gravar em CinemaScope, uma opção atípica do cinematógrafo Poças. A rodagem de O Ornitólogo foi fisicamente muito exigente para Paul Hamy que não só partiu os dois tornozelos, como quase perdeu o uso dos dedos dos pés durante a cena do afogamento.

### Música
A banda sonora original foi composta por Séverine Ballon, que Rodrigues conheceu no ano letivo 2014/2015 em que lecionou no Radcliffe-Harvard Film Study Center. Canção do engate, do álbum Dar & Receber de António Variações, foi escolhida pelo realizador para encerrar o filme porque "transmite a ideia de que os finais felizes nem sempre são assim".

## Temas e estética

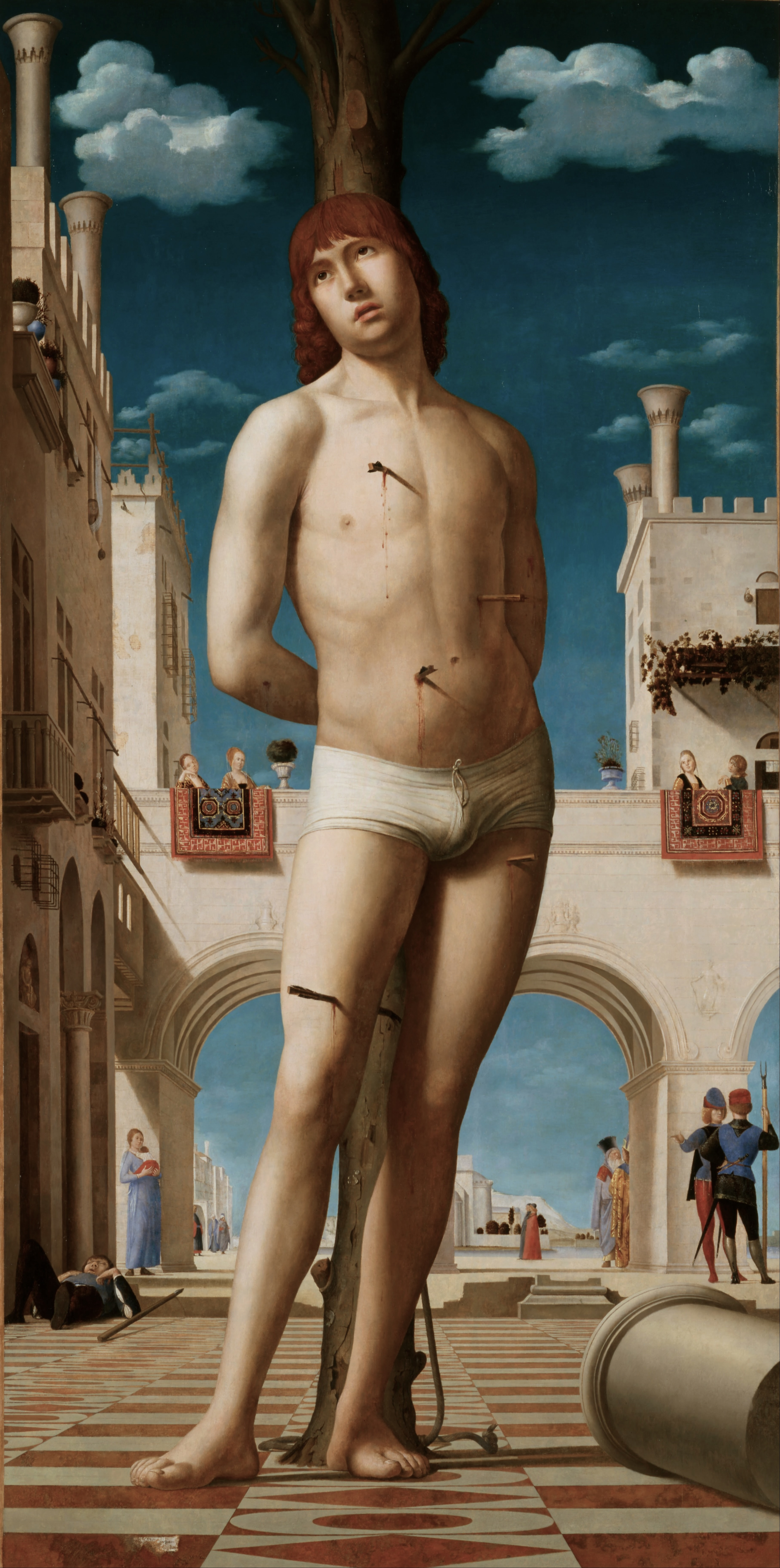
A iconografia do Martírio de S. Sebastião, aqui da autoria de Antonello da Messina, é referenciada no filme.

Com o argumento de O Ornitólogo, Rodrigues e Guerra da Mata adaptam a mitologia de Santo António, um franciscano do século XIII padroeiro dos viajantes. Tal mito está profundamente enraizado na cultura e sociedade portuguesas. O enredo assume características de alegoria, pelo modo como contextualiza na contemporaneidade algumas lendas da vida de António. Nas palavras de João Pedro Rodrigues: "O filme é uma alusão ousada que beira a blasfémia sobre a vida do santo. Algumas passagens do seu sermão de 1222, bem como alguns episódios, entram no filme, mas no decorrer do filme o ficcional toma a dianteira."  Assim, ao protagonista de O Ornitólogo é atribuído o nome Fernando, o nome que a família nobre do Santo lhe deu à nascença. Fernando prega aos peixes tal como António fez, mas também refletindo um discurso semelhante a outro contemporâneo do Santo: Francisco de Assis.
De facto, além de Santo António, o filme apresenta outros motivos e iconografia religiosos. Entre estas referências, está a imagética histórico-artística de Sebastião de Narbona, soldado que viveu no século III, cujo martírio é recriado pelas peregrinas ao amarrar o protagonista a uma árvore. Também a arte do poster original de O Ornitólogo mostra Fernando numa pose semelhante à dos Santos em outras representações iconográficas.
O Ornitólogo foi também comparado a La Voie Lactée, de Luis Buñuel, um outro filme que representa uma viagem pela mitologia cristã, com um pé no presente histórico e outro num imaginário atemporal. Rodrigues usa igualmente características do cinema western para recriar uma atmosfera fantasista e mítica. A partir de eventos misteriosos, o realizador aborda um tema de preservação cultural e natural. A acidentada paisagem setentrional do filme está associada ao cinema de António Reis, o antigo mentor de Rodrigues, em particular ao clássico Trás-os-Montes, que explora os mitos e rituais da região. Em O Ornitólogo, o folclore do Alto Douro é representado pelos caretos que falam em mirandês.
Neste filme, o realizador recorre a drones para filmar planos aéreos com o propósito de representar o ponto de vista das aves. Assim, Fernando é o primeiro protagonista do autor que não só é voyeurista, mas é também alvo do voyeurismo.

### Continuidade artística
Vários críticos, como Luís Miguel Oliveira, denotaram que uma das singularidades de O Ornitólogo é assumir-se como um sumário da obra de João Pedro Rodrigues. O filme acumula inúmeros elementos presentes nas suas curtas e longa-metragens anteriores, como a primazia conferida ao corpo e o equilíbrio entre a liberdade da imaginação e o rigor da forma. A referência mais óbvia é a curta-metragem Manhã de Santo António, na qual Rodrigues não só fez uma releitura do sagrado, como abordou a cultura lisboeta associada ao seu padroeiro. Outras referências estão nas personagens chinesas dos filmes de Macau ou a fronteira luso-espanhola de Corpo de Afonso.
Uma componente de O Ornitólogo característica da obra de Rodrigues está num homoerotismo difuso, neste filme expressado através da iconografia cristã. O desejo latente encontrado em locais pouco óbvios surge desde a mota de Sérgio em O Fantasma. O tema da metamorfose aparece também neste filme, reforçando-se como eixo central da filmografia de João Pedro Rodrigues. O guião transforma gradualmente o ornitólogo Fernando, na sua exploração identitária, num santo católico. O próprio realizador participa ativamente neste processo transformativo, dando o seu corpo ao Fernando tornado António.

## Distribuição

### Lançamento
O filme estreou internacionalmente a 8 de agosto de 2016 como parte do Festival Internacional de Cinema de Locarno. A antestreia da obra em Portugal decorreu a 17 de outubro de 2016, no Dolce Vita Monumental. Comercialmente, O Ornitólogo foi lançado nos cinemas portugueses a 20 de outubro de 2016 e nos cinemas franceses a 30 de novembro do mesmo ano. No Brasil, a distribuição comercial iniciou-se a 30 de março de 2017. O filme foi lançado oficialmente em cinemas alemães selecionados a 13 de julho de 2017. A Films Boutique assumiu as vendas internacionais da longa-metragem.

### Classificação etária
Em Portugal, França e Brasil, o filme foi classificado para maiores de 16 anos. Na Alemanha, a declaração de razões para o lançamento do FSK 16 argumenta: "São várias as cenas intensas, por exemplo, quando um porco é eviscerado ou quando dois peregrinos amarram e humilham o ornitólogo. Jovens a partir de 16 anos podem ver essas cenas, processando-as de acordo com o simbolismo da história".

### Festivais
O Ornitólogo foi selecionado para a competição internacional de longa-metragens do 69º Festival Internacional de Cinema de Locarno. Durante 2016, o filme foi apresentado em vários outros festivais de cinema, como o Festival Internacional de Cinema de San Sebastián, o Busan International Film Festival, o Festival de Cinema de Londres, o Festival Internacional de Cinema de Toronto, o Festival de Cinema de Nova Iorque, o Festival Internacional de Cinema de Tóquio e também a Viennale. Como parte do Seattle International Film Festival 2017, o filme concorreu na secção Contemporary World Cinema. Em junho de 2017, o filme fez parte do Queer Film Festival em Nuremberga e do Festival de Cinema de Sydney. Abaixo, são listados outros festivais internacionais relevantes para os quais O Ornitólogo tenha sido selecionado:
- Festival de Cinema de Sitges (Espanha, 13 de outubro de 2016).[46]
- Festival Internacional de Cinema de Palm Springs (EUA, 9 de janeiro de 2017).
- Festival Internacional de Cinema de Roterdão (Holanda, 28 de janeiro de 2017).[47]
- Festival de Cinema de Gotemburgo (Suécia, 30 de janeiro de 2017).
- Festival Internacional de Cinema de Istambul (Turquia, 8 de abril de 2017).[38]
- Festival Internacional de Cinema Independente de Buenos Aires (Argentina, 24 de abril de 2017).
- Nashville Film Festival (EUA, 25 de abril de 2017).

## Receção

### Audiência
No ano de 2016, O Ornitólogo teve 4.057 espetadores em Portugal e 12.333 em França. No ano seguinte, as salas de cinema alemãs foram as que receberam mais visitas para ver o filme, tendo totalizado 6.141 espetadores.

### Crítica
Ainda antes do seu lançamento, O Ornitólogo garantiu um lugar nas páginas da revista Cahiers du Cinéma, onde foi nomeado um dos 12 filmes mais aguardados de 2016. Aquando a sua estreia, o filme recebeu, de forma geral, comentários positivos pela crítica especializada. No agregador de críticas Rotten Tomatoes, o filme mantém um rating de aprovação de 87%, baseado em 63 críticas, com um rating médio de 7.20/10. No consenso da crítica no website lê-se: "O Ornitólogo exige uma visão paciente de uma audiência atenta aos prazeres simbólicos - e recompensa o investimento com uma história incomum de autodescoberta". Num outro agregador, Metacritic, que atribui uma classificação até 100 a partir das publicações de críticos de cinema convencionais, o filme recebeu uma pontuação de 85, com base em 14 críticos, indicando "aclamação universal".
A crítica portuguesa foi bastante calorosa da obra, sendo que o realizador Marco Martins elegeu-a como o oitavo melhor filme do ano 2016 por ser "pleno de provocação e sensualidade". Na Ípsilon, tanto Luís Miguel Oliveira como Vasco Câmara atribuíram 4 estrelas (em 5) a O Ornitólogo. Câmara considera esta obra libertadora, uma vez que o realizador "livra-se do design e dos desígnios do melodrama como puzzle anunciado - o que aprisionava os anteriores Odete (2005) e Morrer como um Homem, filmes de estufa - e regressa à fábula cândida e perversa". Gabriel Margarido Pais (Comunidade Cultura e Arte) elogia o modo íntimo como a câmara capta "a beleza surreal da natureza em volta dos atores, a vibração de cores intensas dos fatos pomposos de alguns personagens e a natureza sempre diferente das relações humanas no filme criadas". Hugo Gomes, do C7nema, salienta a "a ligação umbilical entre Homem e Natureza", cada vez mais evidente no cinema de João Pedro Rodrigues, numa crítica de quatro estrelas atribuída. Para Francisco Noronha (À pala de Walsh), apesar de se sentir um desequilíbrio com a cena final com Canção do engate, a mesma é "coerente com a proposta estética de João Pedro Rodrigues e não apaga o que de interessante o filme oferece".
Em França, Mathieu Macheret escreve no Le Monde que "a beleza formal do filme, o seu simbolismo florido, a sua imprevisibilidade absoluta e o seu final inebriante marcam uma das mais belas jornadas cinematográficas dos últimos anos."
A crítica brasileira também teceu comentários positivos. José Geraldo Couto (Outras palavras) considera O Ornitólogo o mais belo de Rodrigues: "é a paisagem suntuosa do Douro, com suas falésias, remansos, corredeiras, praias e matas, fauna e flora captadas por uma fotografia nítida e translúcida, espetacular nas cenas noturnas." Miguel Barbieri, numa crítica mais comedida para o Veja SP, revelou-se frustrado com o desfecho do filme, mas considerou a sua estética de mistura de real e imaginário comparável às obras de Apichatpong Weerasethakul.
Internacionalmente, a crítica foi igualmente positiva. O crítico do The New York Times, Glenn Kenny, comenta que "Rodrigues entrega, por fim, um filme intrigante e ousado que provavelmente vai surpreender os fãs do seu trabalho e os espetadores que desconhecem a sua obra." Os editores da plataforma Artforum destacaram numa recensão crítica os resultados da utilização de CinemaScope: "As paisagens noturnas impenetráveis que são uma assinatura de Rodrigues mostram-se engolfadas na tela ampla, as suas aparições lunares e teias de aranha reluzentes de orvalho mais portentosas do que nunca; e os planos aéreos por drones, concebidos como pontos de vista de aves, alcançam uma grandeza arrebatadora". Nick Allen (Roger Ebert) elogia a "atmosfera de espaço vasto e aberto, mas sobre ideias muito específicas. Apenas os realizadores que mais valem a pena nos podem dar isso". Dominik Kamalzadeh, do Der Standard, explica que com este filme, o realizador torna Santo António num ícone queer. Destaca ainda que "com o design de som brilhante - a música vem de Séverine Ballon - Rodrigues destaca a qualidade assombrosa de seu filme." Christiane Peitz (Tagesspiegel) considera que "era hora de alguém traduzir o homoerotismo latente do catolicismo em magia cinematográfica."

### Reconhecimentos
| Ano  | Prémios                                                       | Categorias                                 | Destinatários e nomeados                       | Resultado | Referências          |
| ---- | ------------------------------------------------------------- | ------------------------------------------ | ---------------------------------------------- | --------- | -------------------- |
| 2016 | Festival Internacional de Cinema de Locarno                   | Leopardo de melhor realização              | João Pedro Rodrigues                           | Venceu    | [ 60 ]               |
| 2016 | Festival Internacional de Cinema de Locarno                   | Leopardo de Ouro                           | O Ornitólogo                                   | Indicado  | [ 60 ]               |
| 2016 | Festival de Cinema de Hamburgo                                | Prémio da Crítica                          | O Ornitólogo                                   | Indicado  | [ 61 ]               |
| 2016 | Festival Internacional de Cinema de San Sebastián             | Prémio da secção Zabaltegi-Tabakalera      | O Ornitólogo                                   | Indicado  | [ 62 ]               |
| 2016 | Festival de Cinema de Denver                                  | Prémio Krzysztof Kieslowski                | O Ornitólogo                                   | Indicado  | [ 63 ] [ 64 ]        |
| 2016 | Festival de Cinema de Denver                                  | Menção Honrosa Especial                    | O Ornitólogo                                   | Venceu    | [ 63 ] [ 64 ]        |
| 2016 | Chéries-Chéris                                                | Grande Prémio Chéries-Chéris               | O Ornitólogo                                   | Venceu    | [ 65 ] [ 66 ] [ 67 ] |
| 2016 | Chéries-Chéris                                                | Prémio do Público                          | O Ornitólogo                                   | Venceu    | [ 65 ] [ 66 ] [ 67 ] |
| 2016 | Festival Internacional de Cinema da Flandres-Gante            | Grande Prémio de melhor filme              | O Ornitólogo                                   | Indicado  | [ 68 ]               |
| 2016 | Festival de Cinema de Nova Iorque                             | Secção Explorações                         | João Pedro Rodrigues                           | Indicado  | [ 69 ]               |
| 2017 | Prémios CinEuphoria                                           | Melhor filme                               | O Ornitólogo                                   | Indicado  |                      |
| 2017 | Prémios CinEuphoria                                           | Melhor realizador                          | João Pedro Rodrigues                           | Indicado  |                      |
| 2017 | Prémios CinEuphoria                                           | Melhor ator                                | Paul Hamy                                      | Indicado  |                      |
| 2017 | Prémios CinEuphoria                                           | Melhor ator secundário                     | Xelo Cagiao Teijo                              | Indicado  |                      |
| 2017 | Prémios CinEuphoria                                           | Melhor argumento                           | João Pedro Rodrigues e João Rui Guerra da Mata | Venceu    |                      |
| 2017 | Prémios CinEuphoria                                           | Melhor fotografia                          | Rui Poças                                      | Indicado  |                      |
| 2017 | Prémios CinEuphoria                                           | Melhor guarda-roupa                        | Patrícia Dória                                 | Indicado  |                      |
| 2017 | Prémios CinEuphoria                                           | Melhor cartaz                              | O Ornitólogo                                   | Venceu    |                      |
| 2017 | Prémios CinEuphoria                                           | Top do ano                                 | O Ornitólogo                                   | Venceu    |                      |
| 2017 | Prémios CinEuphoria                                           | Melhor cartaz – Competição internacional   | O Ornitólogo                                   | Venceu    |                      |
| 2017 | Prémios CinEuphoria                                           | Prémio do Público de melhor ator           | Paul Hamy                                      | Venceu    |                      |
| 2017 | Prémios CinEuphoria                                           | Prémio do Público de top do ano            | O Ornitólogo                                   | Venceu    |                      |
| 2017 | 5.º Prémios Sophia                                            | Melhor fotografia                          | Rui Poças                                      | Indicado  | [ 70 ]               |
| 2017 | 22.º Globos de Ouro                                           | Melhor filme                               | O Ornitólogo                                   | Indicado  | [ 71 ]               |
| 2017 | 8.º Prémio Autores                                            | Melhor filme                               | O Ornitólogo                                   | Indicado  | [ 72 ]               |
| 2017 | Festival Internacional de Cinema de RiverRun                  | Prémio Peter Brunette de melhor realização | João Pedro Rodrigues                           | Venceu    | [ 73 ] [ 74 ]        |
| 2017 | Festival Internacional de Cinema de RiverRun                  | Melhor filme                               | O Ornitólogo                                   | Indicado  | [ 73 ] [ 74 ]        |
| 2017 | Festival Internacional de Cinema de Istambul                  | Túlipa de Ouro                             | O Ornitólogo                                   | Venceu    | [ 75 ]               |
| 2017 | Prémios da Sociedade Internacional Cinéfila                   | Melhor filme não lançado em 2016           | O Ornitólogo                                   | Venceu    | [ 76 ]               |
| 2017 | Festival Internacional de Cinema Independente de Buenos Aires | Melhor filme – Vanguarda e género          | O Ornitólogo                                   | Indicado  | [ 77 ]               |
| 2017 | Festival Black Movie de Genebra                               | Prémio da Crítica de melhor filme          | O Ornitólogo                                   | Venceu    | [ 78 ] [ 79 ]        |
| 2017 | Festival Black Movie de Genebra                               | Prémio do Público                          | João Pedro Rodrigues                           | Indicado  | [ 78 ] [ 79 ]        |